# Apiotoma
Apiotoma is een geslacht van weekdieren uit de klasse van de Gastropoda (slakken).

## Soorten
- Apiotoma tibiaformis Powell, 1969
- Apiotoma zelandica Beu, 1970 †